# Тернопіль-Вантажний
Терно́піль-Ванта́жний — пасажирський залізничний зупинний пункт Тернопільської дирекції Львівської залізниці на лінії Тернопіль — Львів між станціями Тернопіль-Пасажирський (3 км) та Глибочок-Великий (16 км). Розташований у місті Тернопіль (місцевість Новий Світ), Тернопільської області.

## Пасажирське сполучення
На станції зупиняються приміські електропотяги сполученням Львів — Тернопіль.